# Marthe Donas
Marthe Donas foi uma pintora abstrata e cubista belga e é reconhecida como uma das principais figuras do modernismo. Donas trabalhou sob os pseudônimos andróginos Tour d'Onasky, Tour Donas e M. Donas.
Donas foi uma das poucas mulheres a integrar movimentos modernistas na Europa do início do século XX, época em que as artistas enfrentavam forte resistência no mundo da arte. Trabalhando sob pseudônimos masculinos, ela conquistou respeito e reconhecimento em círculos artísticos em Paris e na Bélgica, destacando-se ao lado de figuras como Juan Gris, Alexander Archipenko e André Lhote.

## Formação e Primeiras Experiências Artísticas
Marthe Donas nasceu em Antuérpia, Bélgica, em uma família burguesa e conservadora que inicialmente se opôs a seus estudos artísticos. Determinada, Donas frequentou a Academia Real de Belas-Artes de Bruxelas e, posteriormente, foi para Paris em 1916, onde entrou em contato com o que havia de mais inovador na vanguarda artística. Durante uma visita à Irlanda, estudou com o pintor Walter Sickert, e esse contato foi fundamental para o amadurecimento de sua prática.
Ao retornar a Paris, Donas mergulhou no cubismo, estilo que lhe proporcionou uma linguagem ideal para sua busca por simplificação e abstração das formas. Ela conheceu então artistas importantes, como Juan Gris, que se tornou uma grande influência em seu trabalho e com quem colaborou em várias exposições. Durante esse período, Donas adotou o pseudônimo masculino "Tour Donas" para evitar o preconceito e a marginalização das mulheres artistas.